# الإسلام في مالاوي

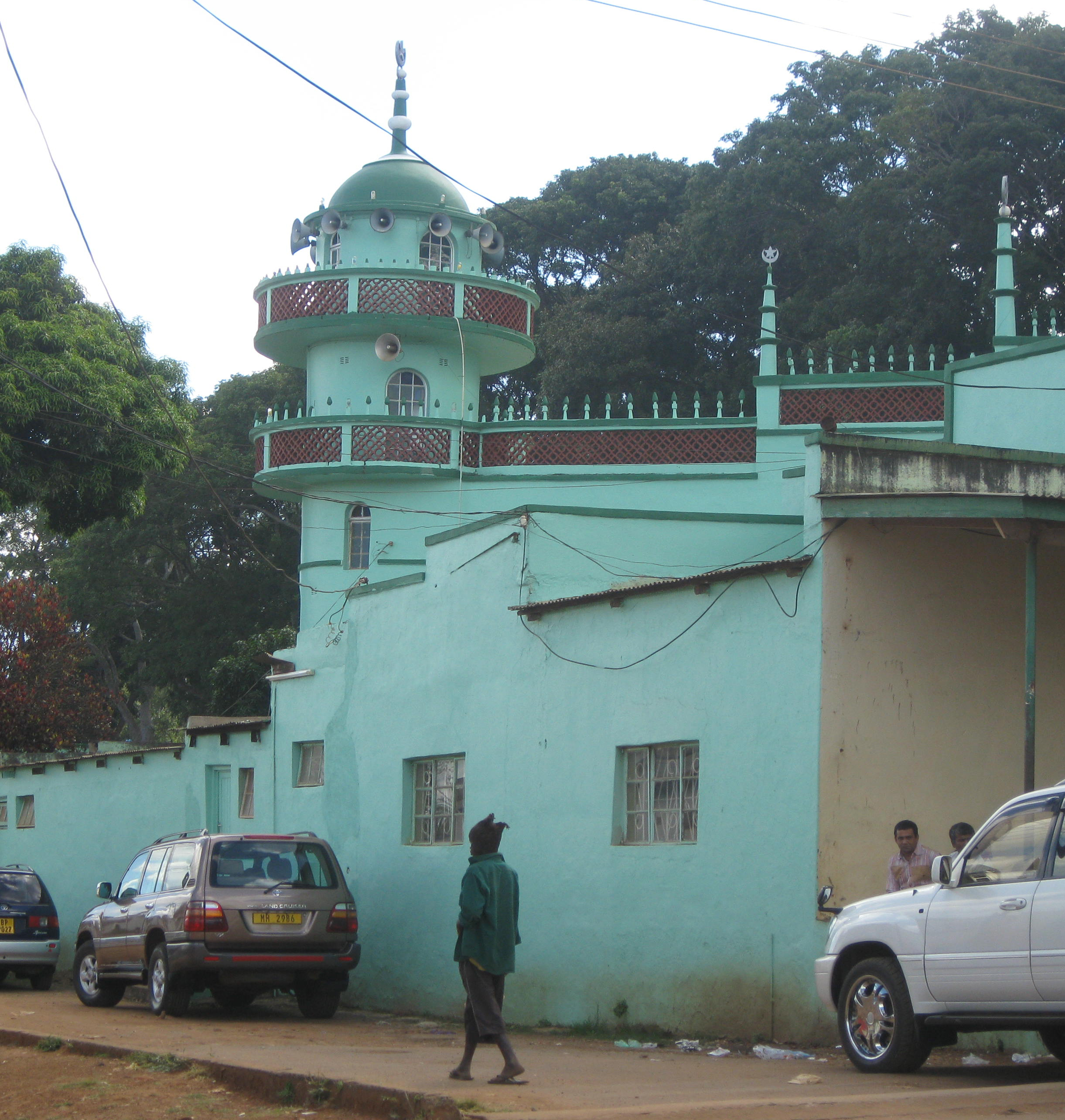
مسجد في مدينة زومبا

الإسلام هو الدين الثاني في ملاوي بعد المسيحية ويتبعون أهل السنة والجماعة. وفقا لكتاب حقائق العالم في عام 2018 كان حوالي 13.8٪ من سكان البلاد مسلمين. ولكن هذه الرقم ترفضه المنظمات الإسلامية في البلاد، ويقولون أن نسبتهم ما بين 30-35%. ووفقًا لمشروع الدين في مالاوي التي تديره جامعة بنسلفانيا، في عام 2010 كان حوالي 25 % من السكان هم مسلمين، ويتركز معظمهم في جنوب مالاوي. مولت الكويت ترجمة القرآن الكريم إلى لغة الشيشيوا وهي واحدة من اللغات الرسمية في ملاوي. توجد مساجد في جميع المدن الرئيسية وهناك العديد من المدارس الإسلامية.

## التاريخ
وصل الإسلام إلى ملاوي مع التجار العرب والسواحليين الذين كانوا يتاجرون بالعاج والذهب ولاحقًا بالعبيد بدءًا من القرن الخامس عشر. يُقال أيضًا أن الإسلام وصل أولاً إلى ملاوي من خلال تجار من سلطنة كلوة. قام شيخس عبد الله مكواندا وسابيتي نجونج بدورًا مهمًا في انتشار الإسلام. وفقًا لليونسكو أول مسجد في مالاوي من بناء تجار العاج السواحليين والعرب.
خلال الحقبة الاستعمارية ، كانت السلطات في البلاد تخشى أن يشكل الإسلام أكبر تهديد لحكمها. هذا الرأي شاطرهم فيه المبشرون المسيحيون الذين خافوا بشدة من أن الإسلام يمكن أن يوحد الأفارقة في الانتفاضات ضد الحكم الاستعماري.
اعتنق ياو الإسلام في القرن التاسع عشر ويشكلون أكبر جماعة إسلامية في ملاوي منذ ذلك الحين. كما اعتنق بعض الشيوة الإسلام خلال نفس الفترة.

## الديموغرافيا
عدد كبير من المسلمين في ملاوي هم من شعب ياو، نتيجة لاتصالاتهم التجارية القوية مع العرب والسواحليين، اعتنق العديد من الياو الإسلام وكانوا يتزاوجون معهم في الماضي. تشكل ياو الغالبية العظمى في جنوب وشرق بحيرة ملاوي. يمكن أيضًا العثور على المسلمين ضمن مجموعات أخرى مثل شعب تشوا على ضفاف البحيرة والهنود وغيرهم من الملاويين الآسيويين. وُصف المسلمون في البلاد بأنهم مجتمع قوي.
بشكل عام معظم مسلمي ملاوي هم من السنة. معظم المسلمين من أصل أفريقي يتبعون المذهب الشافعي والمسلمون من أصل آسيوي يتبعون إلى المذهب الحنفي. بالإضافة إلى ذلك هناك عدد قليل من الشيعة من أصل لبناني في ملاوي.
وفقًا لتعداد 2018 يعيش أكثر من نصف مسلمي ملاوي في منطقة مانجوتشي وماشينغا. شكل المسلمون 72.6٪ من السكان في منطقة مانجوتشي و66.9٪ من السكان في ماتشينغا.